# Jette Fuglsang
Jette Cathrine Fuglsang (født 31. maj 1978 i Thisted, død 13. juli 2009 i Frankrig) var en dansk cykelrytter, der opnåede gode resultater i landevejscykling for kvinder. 

## Historie
Hun begyndte at cykle i barndomsbyen Thisted hvor hun startede i den lokale klub Thy Cykle Ring i 2000. Senere rykkede Fuglsang til Vejle hvor hun skiftede til Vejle Cykel Klub hvor hun cyklede ved siden af hendes arbejde som planteskolegartner. Eftersom talentet og ambitioner blev større skiftede Jette Fuglsang til CK Aarhus. Her begyndte resultaterne for alvor at komme. Hun blev bl.a. Danmarksmester i holdløb 2007 sammen med holdkammeraten Maria Kruse, samt nummer 2 i Danmarks Cykle Union´s gennemgående cup med 5 afdelinger. Det blev til i alt 6 første pladser i 2007 samt 4 andenpladser.
Op til sæsonstart 2008 skiftede hun til Fredericia CC som havde fået et cykelhold med store ambitioner på grund at stor sponsor støtte. Holdet skiftede i 2009 navn til Team High End Sport. Det blev til 5 førstepladser i 2008 hvoraf de alle kom på enkeltstart. I sæsonens sidste løb der blev kørt omkring Padborg den 28. september styrtede hun sammen med 2 holdkammerater, og toppen af lårbenet brækkede af hoften på Fuglsang.
Både i 2007 og 2008 var hun den mest vindende rytter i den danske A-række for kvinder.
Hun omkom under en træningstur i de franske alper den 13. juli 2009 hvor hun styrtede under nedkørslen på bjerget La Berarde, som er nabobjerg til Alpe d'Huez. Hun var sammen med sin kæreste René Ahrenkiel og nogle holdkammerater kørt fra byen Le Bourg-d'Oisans mod bjerget. Her var hun uheldig at ramme en autocamper og dernæst bjergmuren.
Jette Fuglsang var ved sin død ansat som områdeansvarlig i hus og have-afdelingen hos Bilka i Horsens hvor hun arbejdede ved siden af cyklingen. Hun havde en kæreste, men ingen børn.
Hun blev begravet fra Thisted Kirke.